# Mesostruma

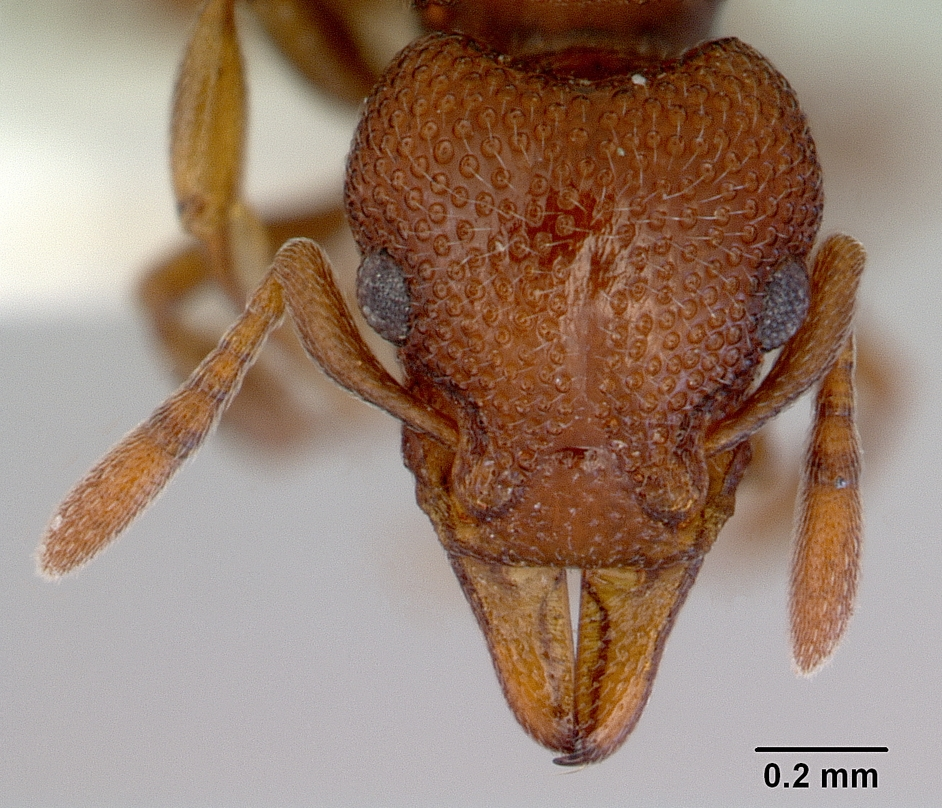
Mesostruma laevigata

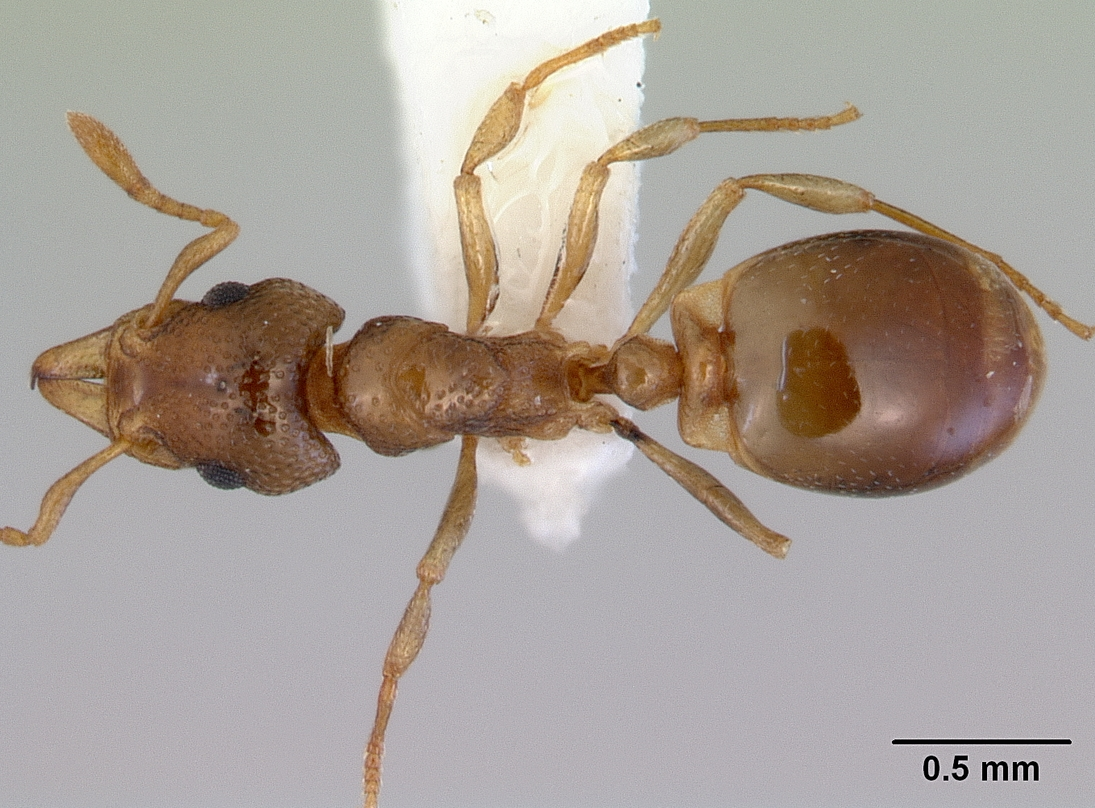
Mesostruma loweryi

Mesostruma (лат.) — род тропических муравьёв трибы Attini из подсемейства Myrmicinae (ранее в составе трибы Dacetini). Эндемики Австралии.

## Распространение
Австралия.

## Описание
Мелкого размера муравьи, длиной около 3—4 мм. Голова сердцевидная с длинными треугольной формы мандибулами, раскрывающимися только на 60—90 градусов (у других дацетин до 170). Усики — 6-члениковые, нижнечелюстные щупики состоят из 5, а нижнегубные — из 3 члеников. Триггерные волоски присутствуют на переднем крае лабрума, который гипертрофировано увеличен.

## Систематика
Около 10 видов. Некоторые авторы рассматривали род Mesostruma в качестве младшего синонима рода Colobostruma (Baroni Urbani & De Andrade, 1994; 2007). Более полувека род Mesostruma все систематики включали в состав трибы Dacetini. В 2014 году Mesostruma был включён в состав расширенной трибы Attini, где его выделяют в отдельную родовую группу Daceton genus-group, более близкую к муравьям-грибководами из Attini s.str. (в старом узком составе).
- Mesostruma bella Shattuck, 2000[4]
- Mesostruma browni Taylor, 1962[5]
- Mesostruma eccentrica Taylor, 1973[6]
- Mesostruma exolympica Taylor, 1973[6]
- Mesostruma inornata Shattuck, 2000[4]
- Mesostruma laevigata  Brown, 1952[7]
- Mesostruma loweryi Taylor, 1973[6]
- Mesostruma spinosa Shattuck, 2007
- Mesostruma turneri (Forel, 1895) typus (=Strumigenys (Epopostruma) turneri)[1][8]